# Australie aux Jeux olympiques d'hiver de 2002
L'Australie participe aux Jeux olympiques d'hiver de 2002 à Salt Lake City. Durant cette compétition, le pays décroche ses deux premiers titres olympiques d'abord par Steven Bradbury puis Alisa Camplin.

## Médaillés
| Medaille | Athlète         | Sport                                | Épreuve                 | Date       |
| -------- | --------------- | ------------------------------------ | ----------------------- | ---------- |
| Or       | Steven Bradbury | Patinage de vitesse sur piste courte | 1 000 m hommes          | 16 Février |
| Or       | Alisa Camplin   | Ski acrobatique                      | Saut acrobatique femmes | 18 Février |